# Ischnoceros pedipullus
Ischnoceros pedipullus är en stekelart som beskrevs av Mao-Ling Sheng 2005. Ischnoceros pedipullus ingår i släktet Ischnoceros och familjen brokparasitsteklar. Inga underarter finns listade i Catalogue of Life.